# ترولو

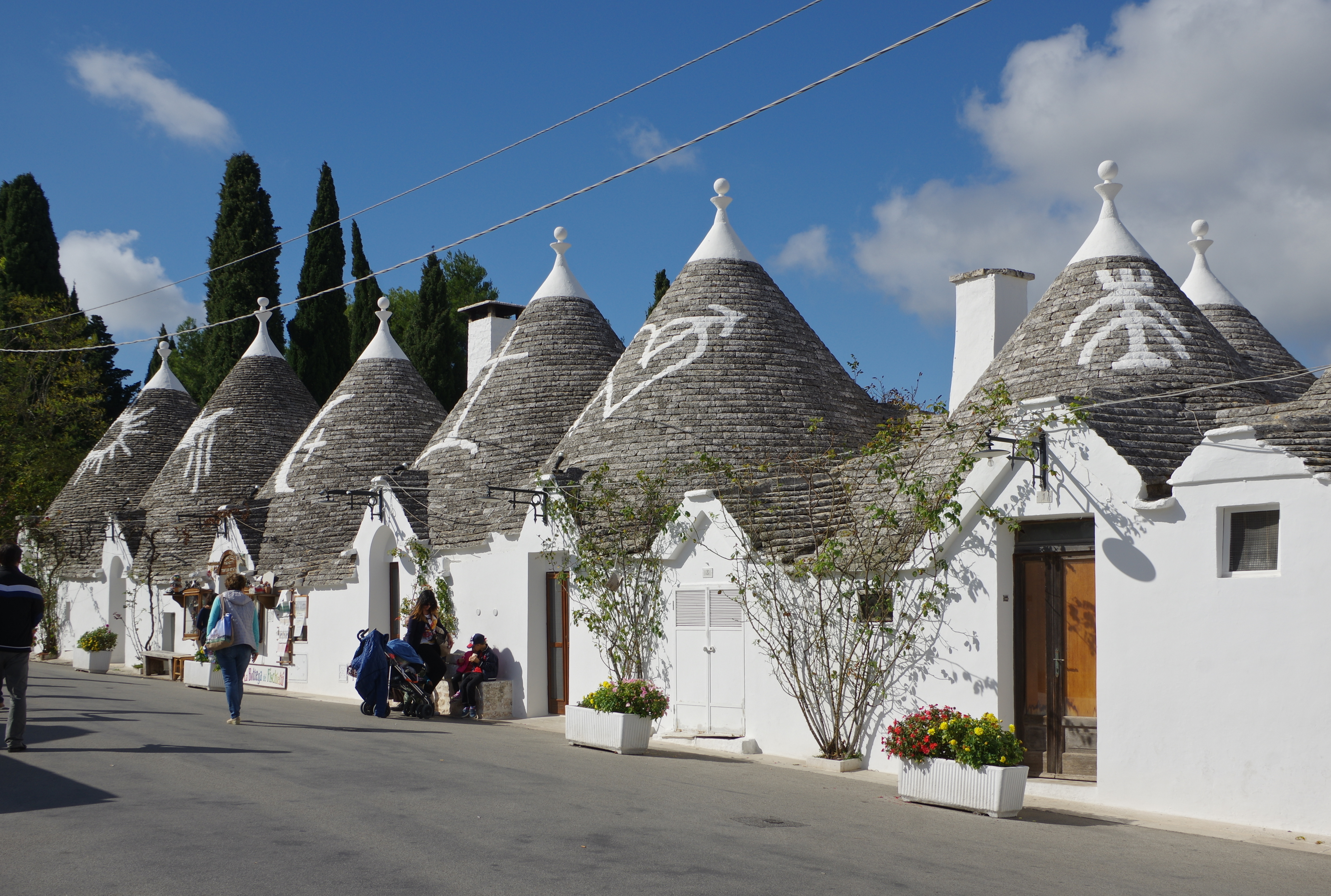
ردیفی از خانه‌های ترولو در خیابان مونت پرتیکا در آلبروبلو، استان باری

یک ترولو (به شکل جمع: ترولی) یک کلبه خشکه‌چین با معماری بومی در پولیا است که سقف مخروطی دارد. سبک ساخت آنها مختص دره ایتریا در منطقه مورگه در پولیا است. ترولی‌ها عموماً به عنوان پناهگاه‌ها و انبارهای مزرعه‌ای موقت یا به عنوان خانه‌های دائمی توسط مالکان کوچک یا کارگران کشاورزی ساخته می‌شدند. در شهر آلبروبلو در استان باری، کل مناطق حاوی پراکنش متراکم ترولی‌ها هستند. عصر طلایی ترولی‌ها سده نوزدهم بود، به ویژه دهه‌های پایانی آن که با توسعه کشت شراب شناخته می‌شود.

## پراکندگی

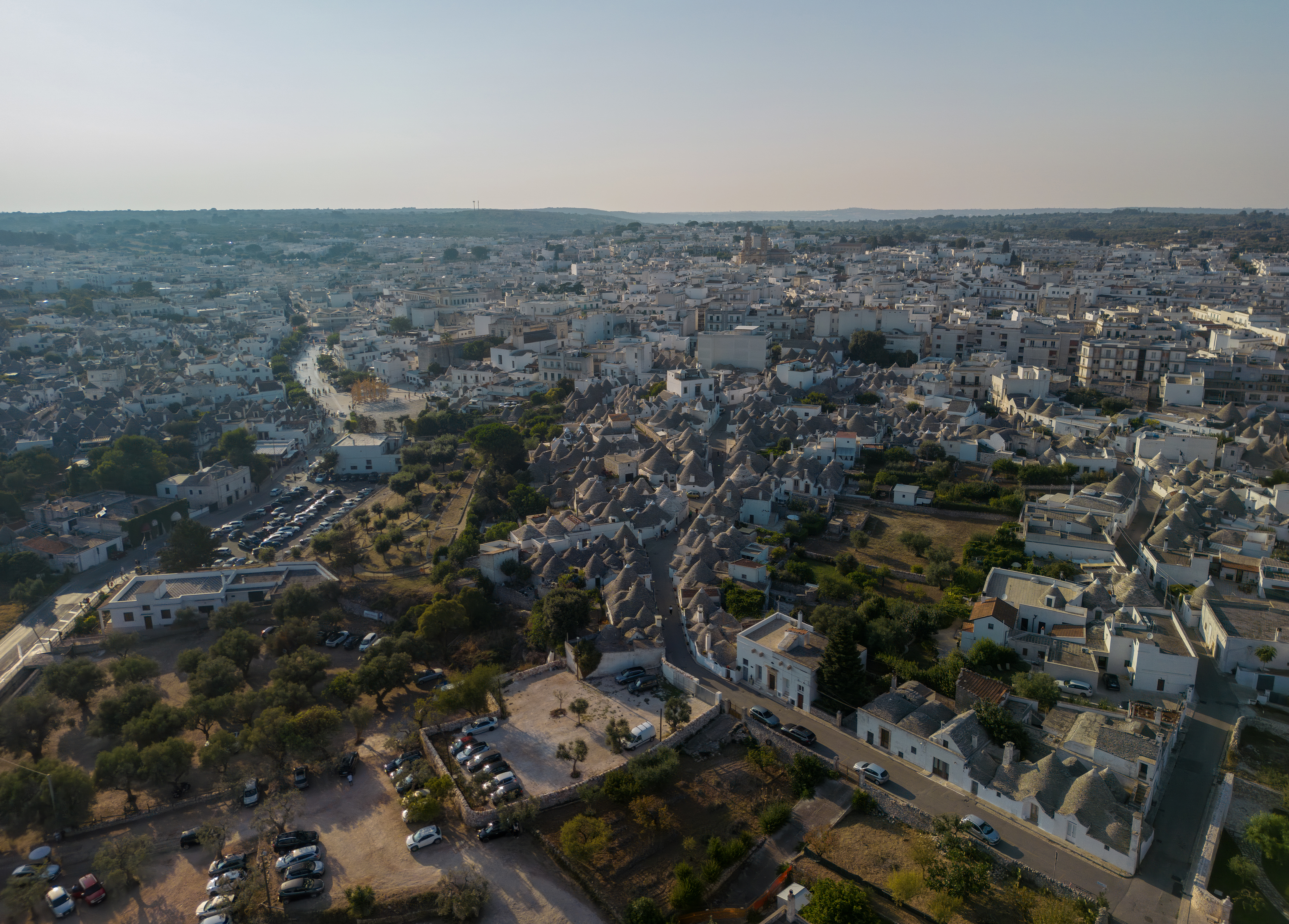
آلبروبلو. عکس از هواپیمای بدون سرنشین.

سبک ساخت و ساز ترولی مخصوص دره ایتریا در منطقه مورج در منطقه ایتالیایی پولیا است. ترولی را می‌توان در داخل و خارج آلبروبلو و در نواحی اطراف لوکوروتوندو، فاسانو، اوستونی، چیسترنینو، مارتینا فرانکا و چلی مساپیکا یافت.

### طرح
ترولوها می‌توانند طرحی دایره‌ای یا مربعی به خود بگیرد. ترلو مدور عمدتاً پناهگاهی موقت برای حیوانات و علوفه آنها یا برای خود کشاورز است.
ترولوای که بخشی از یک گروه سه، چهار یا پنج‌تایی است از یک طرح مربع‌مانند پیروی می‌کند. ترولوی مربع ممکن است یک آشپزخانه، اتاق خواب، پناهگاه حیوانات، انبار غذا یا ابزار، اجاق گاز یا مخزن باشد.
در آلبروبلو، گروه‌بندی ترولوها از دو ترولی تجاوز نمی‌کرد، همان‌طور که اسناد رسمی سده نوزدهم نشان می‌دهد.